# Canal+
Canal+（キャナル・プリュス、カナル・プリュス、カナル・プラス）は、フランスの有料民間テレビ局である。

## 概要
Canal+はCanal+傘下のカナルプラスグループの主要企業で、1984年11月にミッテラン大統領下の規制緩和の結果としてフランス初の地上波民間テレビ局として開局。当初は加入者の世帯にデコーダーを設置し、スクランブル信号が掛かった電波を解除してCanal+の放送を視聴することができた。その開局は、公共放送しか中継していなかったプロサッカーの放映権料が高騰するなど、様々な競争をフランスのみならず欧州のテレビ業界に起こした。
映画製作への進出にも力を入れており、デヴィッド・リンチ監督の映画をCanal+が製作しているほか、セザール賞、カンヌ国際映画祭開会式・授賞式中継などの関連行事も放送している。

## トラブル
- 2011年4月、時事問題を風刺する番組の中で、東日本大震災の被災地と原爆が投下された直後の広島の写真を並べて、「60年たっても変わらない」と伝えたり、日の丸の上に放射能のマークを描いたり、復旧作業に当たる作業員をテレビゲームのキャラクターに見立てたりするなど、日本大使館では「被災者感情を著しく傷つける内容だ」として書簡などで強く抗議したが、「表現の自由がある」とし、謝罪は一切しなかった[1]。
- 2020年3月、風刺番組「Groland」で新型コロナウイルスが流行しているイタリアの国民食であるピザを「コロナピザ」と揶揄する風刺CMを放送した。料理人が咳をしてピザに緑色の粘液を吐き、トマト、モッツァレラチーズと粘液の赤白緑の3色でできたピザをイタリアの国旗に見立て、「これが新しいイタリアのピザ。世界中に広がります」と謳ったもの。この放送に対し、ルイジ・ディマイオ（イタリア語版）外相が抗議の声をあげると、非常に悪趣味な冗談だったと謝罪し、再放送や後追い放送からこの風刺CMを削除した。また、駐仏イタリア大使館へ謝罪の書簡も送っている[2]。なお、放送日時点でもフランス国内の新型コロナウイルス感染者数は既に200人程度確認されていて、同月17日には大統領が演説で国民の外出制限を発表するほどまでに感染が拡大していた[3]。

## 主な製作参画映画
- バンディダス
- ザ・ガンマン
- プロジェクトV（バイオント） 史上最悪のダム災害
- REC/レック4 ワールドエンド
- オフィサー・アンド・スパイ

## 姉妹チャンネル
- Canal+ Cinéma 映画専門チャンネル
- Canal+ Décalé Canal+で放送された番組の再放送を中心
- Canal+ Sport スポーツ専門チャンネル
- Canal+ Family 子供向け専門チャンネル
- Canal+ Series ドラマシリーズ